# Vladimir Francevič Ėrn
Vladimir Francevič Ėrn (in russo Владимир Францевич Эрн?; Tiflis, 5 agosto 1882 – Mosca, 29 aprile 1917) è stato un filosofo russo che si contrappose al nichilismo.
Fu compagno di studi di Pavel A. Florenskij, tra il 1911 e il 1913 viaggiò per l'Italia.

## Opere
- Lotta per il logos (1911)
- Grigorij Savvič Skovoroda, vita e studi (1912)
- Rosmini e la sua teoria della conoscenza (1914)
- La filosofia di Gioberti (1916)

La morte lo colse mentre stava scrivendo La suprema comprensione di Platone.